# Edgard Davignon
Edgard Davignon, né le 28 mai 1923 à Welkenraedt et mort le 28 mars 2011 à Val-d'Or, est un musicien, compositeur et chef d'orchestre né en Belgique. Il est le fondateur du Conservatoire de musique de Val-d'Or au Québec.

## Biographie
Edgard Davignon est né le 28 mai 1923, à Welkenraedt, en Belgique, et meurt à Val-d'Or le 28 mars 2011 à l'âge de 87 ans.
De 1938 à 1945, il étudie au Conservatoire de Verviers. Il y obtient les premiers prix de solfège, de piano, d'orgue et d'harmonie. On lui décerne également des médailles pour la flûte et la musique de chambre. Il poursuit ensuite ses études au Conservatoire royal de Bruxelles, notamment en flûte, harmonie, contrepoint et fugue. En 1950, il reçoit le prix Bosché-Michiels en flûte.
En 1952, il fonde et dirige l'Orchestre de chambre Edgard Davignon à Bruxelles,. En 1955, il dirige l'Orchestre national de Belgique.
En novembre 1957, lui, sa femme Gisèle Davignon (née Boland), leurs deux enfants, et la mère de son épouse prennent un bateau de Liverpool jusqu'à Montréal. Ils sont accueillis par des représentants du Séminaire d'Amos, établissement où il allait enseigner. Il est le seul musicien professionnel de la région à l'époque. Il combine les rôles d'organistes, chef de chœur et enseigne plusieurs instruments.
Edgard Davignon fonde et dirige la Chorale de Jeunesses musicales regroupant des voix d'Amos, de Val-d'Or et des environs. En 1960, la chorale obtient la 3e place au Concours des chorales de Radio-Canada. À la fin des années 1950, il a aussi fondé et dirigé la Chorale de la Vallée-de-l'Or, avec laquelle, il invitera le ténor Richard Verreau pour un concert qui sera donné le 15 avril 1961 à Val-d'Or. 
Edgard Davignon obtient sa nationalité canadienne en 1963. En juin 1964, la nouvelle Commission scolaire régionale La Vérendrye annonce qu'elle ne l'embauchera pas pour l'année scolaire 1964-1965 et cette décision crée un tollé dans la communauté qui se mobilise pour mettre en lumière son apport culturel à la région et réclamer son embauche. La Commission scolaire La Vérendrye reviendra sur sa décision et lui donnera le poste de directeur de l'enseignement musical.

### Fondation du Conservatoire de musique de Val-d'Or
En 1962, Edgard Davignon entame une série de correspondances avec Wilfrid Pelletier, alors directeur musical au ministère des Affaires culturelles du gouvernement du Québec, pour réclamer la création d'une école de musique pré-conservatoire, à Val-d'Or.
À la suite de l'ouverture, par Edgard Davignon, d'une école de musique pré-conservatoire avec l'appui du ministère des Affaires culturelles, le Conservatoire de musique de Val-d'Or est fondé en 1964. Edgard Davignon est alors le seul professeur. Il enseigne la flûte traversière, le piano, le solfège, la dictée musicale et la théorie musicale à une vingtaine d’élèves.
Le Conservatoire de musique de Val-d'Or est le sixième à ouvrir au Québec. 
Edgard Davignon prend sa retraite du Conservatoire de musique de Val-d'Or en 1986.

### Jeunesses musicales Canada

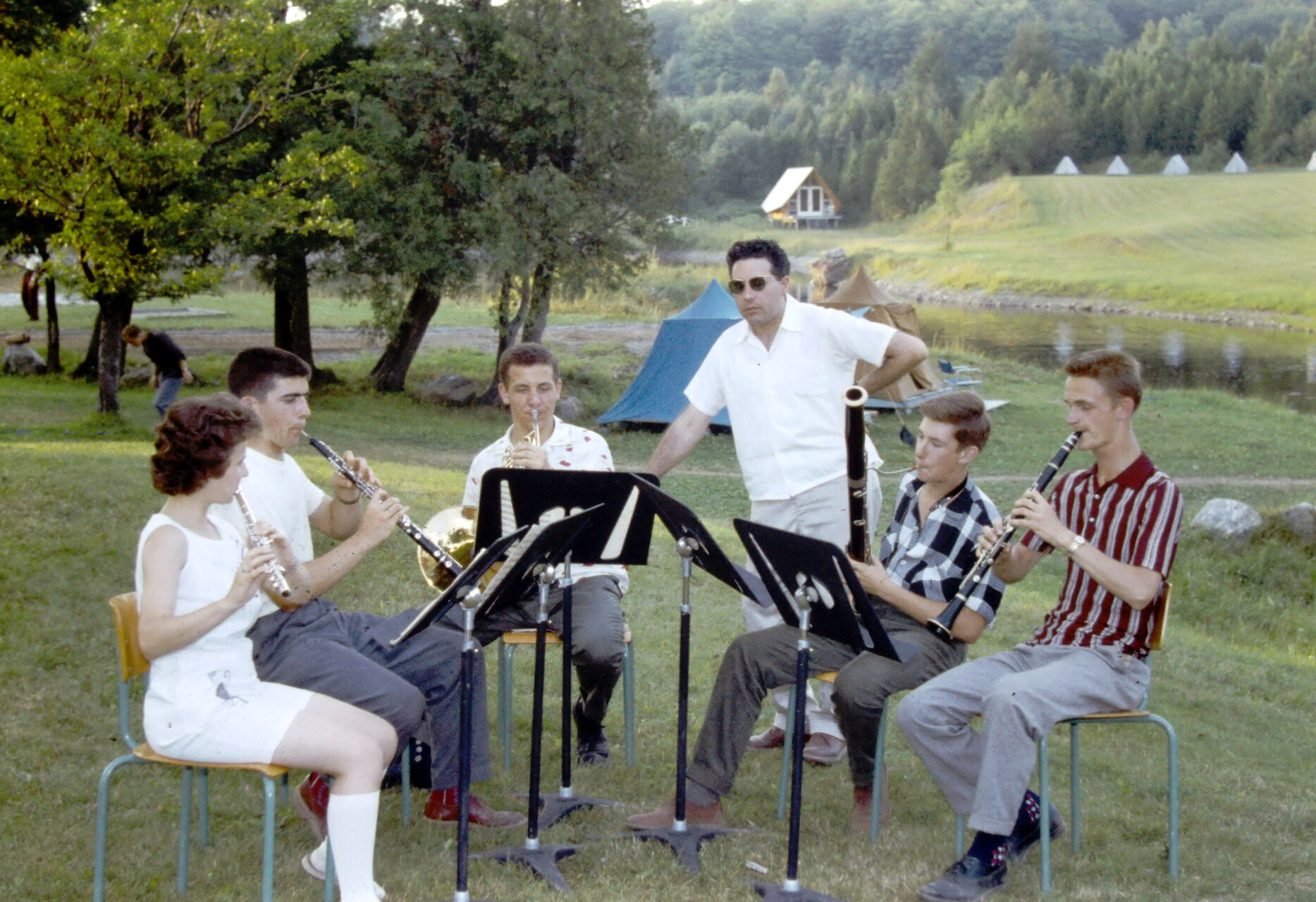
Edgard Davignon en 1960 au camp des Jeunesses musicales Canada

Edgard Davignon a été parmi les premiers professeurs au camp musical des Jeunesses musicales Canada, fondé par Gilles Lefebvre. Il y côtoie d'autres artistes de renoms, dont Kenneth Gilbert, Jean-Paul Jeannotte, Guy Fallot, Sylvio Lacharité, le couple Victor Bouchard et Renée Morisset, Frans Brouw, Walter Joachim, Clermont Pépin, Raoul Jobin, Jeanne Lachance. Il a aussi posé à cet endroit avec Vlado Perlemuter.

## Œuvres

### LaSuite abitibienne
En 1967, à la demande du Centre de musique canadien à Toronto, dans le cadre du centenaire du Canada, Edgard Davignon compose ce qui deviendra son œuvre la plus célèbre, la Suite abitibienne, inspirée d'un long poème de Jean Ratté, qui changera son nom de famille pour s'appeler Jean Neuvel.
En 1984, la Suite abitibienne est jouée pour une première fois à l'extérieur de l'Abitibi-Témiscamingue. Le concert présenté à la salle Octave-Crémazie du Grand théâtre de Québec est capté par Radio-Québec.
En octobre 1995, la suite abitibienne sera interprétée et enregistrée lors de cinq grands concerts de l'orchestre symphonique Pro-Musica à Bruxelles, sous la direction de Hubert Keldenich et du chef de chœur Walter Meesen.
L'œuvre a aussi été jouée en 2015 comme spectacle de clôture du Festival classique de l'Abitibi-Témiscamingue.

### Épopée québécoise
Avec Jean Neuvel, Edgard Davignon a aussi composé l'Épopée québécoise - aussi nommée Odyssée québécoise dans un article - une œuvre qui sera restée inachevée,. Néanmoins, en 2007, la première partie est présentée par l’Orchestre symphonique régional de l'Abitibi-Témiscamingue et son chef d'orchestre Jacques Marchand pour souligner les 20 ans de l'orchestre.

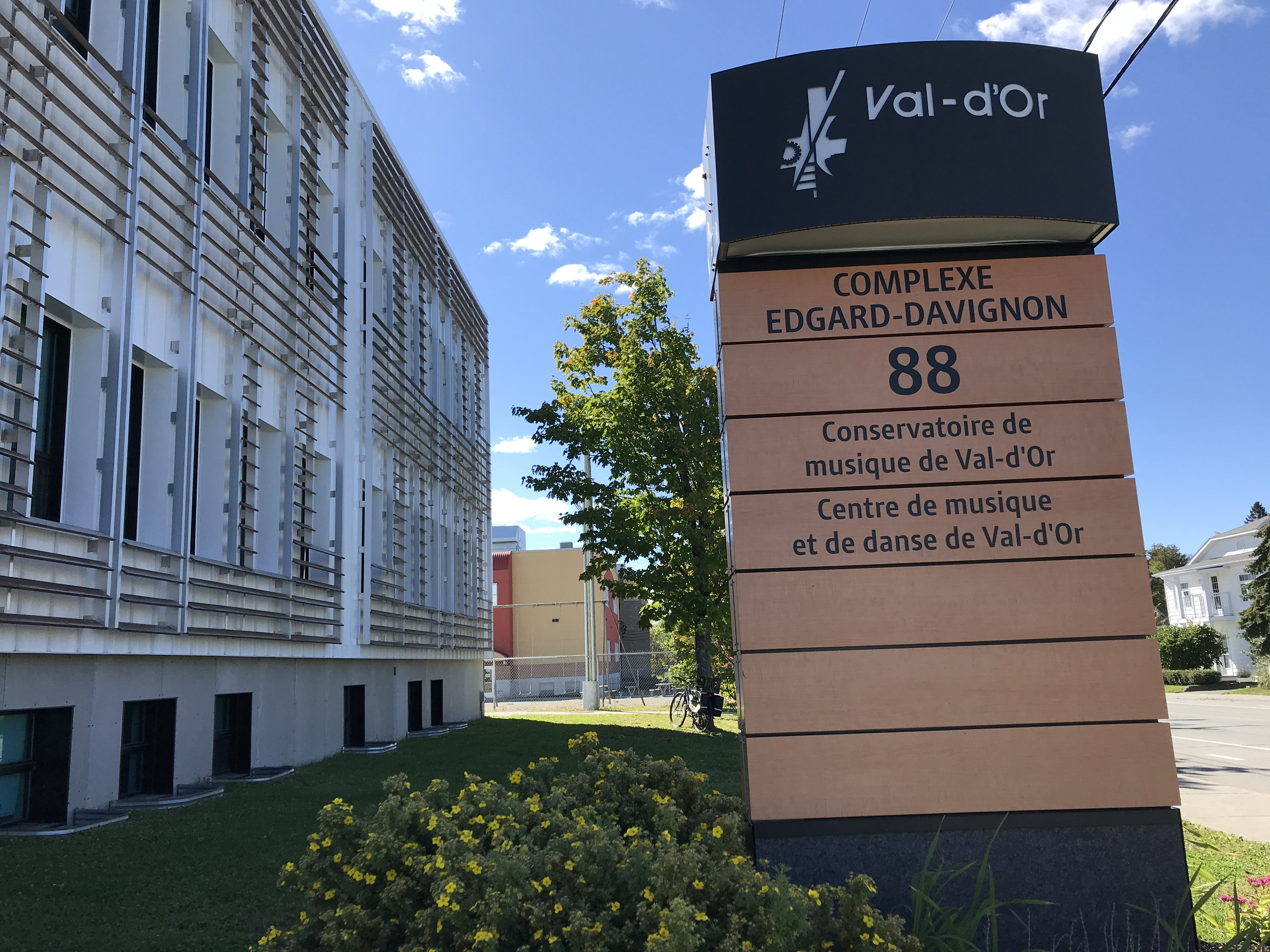
Le Complexe Edgard-Davignon, édifice qui abrite le Conservatoire de musique de Val-d'Or et le Centre de musique et de danse de Val-d'Or.

## Hommages
En 1988, Edgard Davignon devient récipiendaire de l'Ordre du Canada pour son apport à l'essor de la musique dans la région abitibienne. Son prix est remis par la gouverneure générale Jeanne Sauvé.
En 2010, Edgard Davignon reçoit la médaille de l'Assemblée nationale de la part du député d'Abitibi-Est Pierre Corbeil.
En 2012, la Ville de Val-d'Or nomme l'édifice qui loge le Conservatoire de musique de Val-d'Or et le Centre de musique et de danse le Complexe Edgard-Davignon en l'honneur de ce pionnier de la musique en Abitibi-Témiscamingue. Un parc est aussi nommé en son nom à Val-d'Or.
Il existe également la bourse Gisèle et Edgard Davignon qui vise à soutenir financièrement l’excellence du parcours d’une personne âgée de 35 ans et moins de l’Abitibi-Témiscamingue qui contribue au rayonnement de la musique classique.